# Marknadsandel

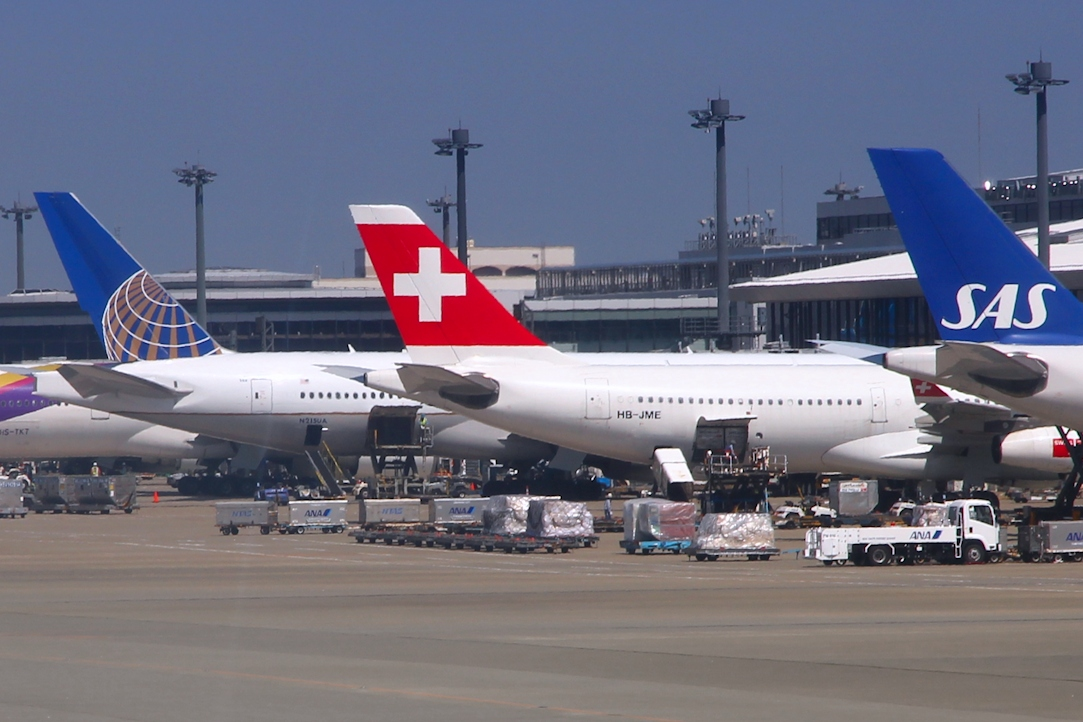

Marknadsandel är företagets försäljning i procent eller i proportion till den totala försäljningen på den marknad eller det marknadssegment som företaget verkar inom. Anges normalt i procent.
Mer allmänt används begreppet marknadstäckning som mer sällan anges i procent utan i allmänna ordalag som ”god” eller ”dålig”.